# John Lovelace, IV barone Lovelace
John Lovelace, IV barone Lovelace (Inghilterra, 1672 – New York, 6 maggio 1709), dal marzo del 1708 al maggio 1709 fu governatore del New Jersey e di New York.

## Biografia
Figlio di William Lovelace di Hurst, nel Berkshire, era nipote di Francis Lovelace, 2º governatore di New York. Pur essendo nato in seno ad una famiglia aristocratica, i suoi antenati baroni avevano dilapidato la fortuna della famiglia al gioco, lasciando a John pesanti debiti da saldare. Egli decise quindi di sfruttare la propria posizione per intraprendere la carriera militare dopo aver ereditato il titolo di barone alla morte di suo padre nel 1693. Nel 1702, Lovelace sposò Charlotte, figlia di sir John Clayton, la cui dote riuscì a rimpinguare le casse della sua famiglia. La coppia ebbe quattro figli: Martha (m. 1788), John (d. 1709), Neville (m. 1736) e Charles (m. 1707 a Sanderstead, Inghilterra).
Nel 1708, Lovelace venne nominato governatore di New York e del New Jersey per rimpiazzare Lord Cornbury, richiamato in patria. Lovelace procedette da subito a far condannare alcuni dei sostenitori della politica adottata dal suo predecessori, membri corrotti nell'amministrazione appartenenti al cosiddetto Cornbury Ring, tra cui l'ex governatore Jeremiah Basse. Lovelace ottenne il suo compenso annuo di 1600 sterline il 5 maggio 1709, ma morì il giorno successivo. Il suo funerale si svolse nella Trinity Church, New York ed il suo corpo venne sepolto nel cimitero adiacente.